# Гаррі Вуд (футболіст, 1868)
Гаррі Вуд (англ. Harry Wood; 26 червня 1868 — 5 липня 1951) — англійський футболіст, нападник. Виступав за футбольні клуби «Вулверхемптон Вондерерс», «Уолсолл Таун Свіфтс» та «Саутгемптон», провів 3 матчі за національну збірну Англії.

## Клубна кар'єра
Народився в Волсоллі (графство Стаффордшир) у сім'ї пудлінгувальника. Футбольну кар'єру розпочав у клубі «Плек Юніті», потім виступав за «Волсолл Свіфтс». Влітку 1885 року перейшов у «Вулвергемптон Вондерерз». Свій перший офіційний матч за «вовків» провів 31 жовтня 1885: це була гра Кубка Англії проти «Дербі Сент-Люкс». 6 жовтня 1888 року дебютував у Футбольній лізі у матчі проти «Акрінгтона», забивши гол у тій грі, яка завершилася внічию з рахунком 4:4. У сезоні 1888/89 Вуд, який виступав на позиції інсайда, провів за клуб 23 матчі й забив 14 голів (17 матчів та 13 голів у лізі, 6 матчів та 1 гол у Кубку Англії). Зіграв у фіналі Кубка Англії 1889 року, в якому «Вулверхемптон Вондерерс» програв «неуязвимій» команді «Престон Норт Енд».
У 1891 році через розбіжності з керівництвом «вовків» Вуд перейшов до «Уолсолл Таун Свіфтс», проте в грудні того ж року повернувся до «Вулверхемптон Вондерерс». Виступав за клуб до 1898 року, зігравши загалом 289 матчів і забивши 126 голів. Зіграв у трьох фіналах Кубка Англії (1889, 1893 та 1896), вигравши один з них (у сезоні 1892/93 проти «Евертона»).
Влітку 1898 року перейшов у «Саутгемптон», який виступав у Південній футбольній лізі. У книзі The Alphabet of the Saints зазначено, що Гаррі Вуд був «ймовірно, найпопулярнішим футболістом „святих“ в епоху Південної ліги». У сезоні 1898/99 Вуд провів за клуб 24 матчі та забив 16 голів, а «Саутгемптон» виграв Південну лігу. У сезоні 1899/1900 «святі» посіли у Південній лізі третє місце, також команда вперше вийшла у фінал Кубка Англії, де програла клубу «Бері». У сезоні 1900/01 «святі» знову виграли Південну лігу, а в сезоні 1901/02 посіли в лізі третє місце і вийшли у фінал Кубка Англії, де програли у переграванні клубу «Шеффілд Юнайтед». У сезоні 1902/03 «Саутгемптон» свій шостий (і останній) титул чемпіона Південної ліги. Гаррі Вуд протягом семи років був капітаном команди та провів за неї 180 матчів, забивши 65 голів. У 1905 році Вуд завершив кар'єру футболіста.

## Кар'єра у збірній
15 березня 1890 року Вуд дебютував за національну збірну Англії в матчі Домашнього чемпіонату проти збірної Уельсу на стадіоні «Рейскорс Граунд» у Рексемі, в якому англійці здобули перемогу з рахунком 3:1.
5 квітня 1890 року провів свій другий матч за збірну Англії, вийшовши на поле «Хемпден Парк» у Глазго у матчі проти збірної Шотландії, який завершився внічию з рахунком 1:1. Вуд став автором гола англійців.
Свій третій (і останній) матч за збірну Англії Вуд провів через шість років, 4 квітня 1896 року, вийшовши на поле «Селтік-парк» у Глазго в грі Домашнього чемпіонату проти збірної Шотландії. Англійці програли в ній з рахунком 1:2.
Також Вуд провів 4 матчі за збірну Футбольної ліги.

## Після завершення кар'єри гравця
Після 1905 року і до 1912 року був тренером «Портсмута». Згодом керував пабом Milton Arms, розташованим неподалік стадіону «Фраттон Парк». Залишок життя провів у Портсмуті, де й помер у липні 1951 року у віці 83 років.
Його син Артур Вуд виступав за Саутгемптон.

## Досягнення
- Володар Кубка Англії: 1892/93
- Фіналіст Кубка Англії: 1888/89, 1895/96

- Фіналіст Кубка Англії: 1899/1900, 1901/02
- Чемпіон Південної ліги: 1898/99, 1900/01, 1902/03, 1903/04

Збірна Англії
- Переможець Домашнього чемпіонату Великобританії: 1890 (розділена перемога)